# Nawab
Nawab of nawaab of nabob (Urdu: نواب, Hindi: नवाब) is een (voor)-Indiase titel voor een vorst of onderkoning. In het Urdu betekent het "koning". 
De term is afkomstig uit het Urdu, en daar via het Perzisch ontleend aan het Arabisch, waar het het meervoud is van naib = stadhouder of gouverneur. In Bengalen wordt het uitgesproken als "nawob". 
Voorbeelden van gebruik van de titel zijn:
- nawab van Arcot (ook wel de "nawab van de Carnatic" genoemd)
- nawab van Avadh
- nawab van Bengalen
- nawab van Bhopal
- nawab van Kandy

Een verbastering, "nabob", werd vanaf de 17e eeuw in Engeland spottend gebruikt om beambten van de East India Company aan te duiden die hun fortuin in India gemaakt hadden.